# Masaya (vulkan)
Masaya je vulkan u Nikaragvi visok 635 m, u blizini grada Masaya. Područje je proglašeno 1979. nacionalnim parkom, a ujedno je prvi i najveći u Nikaragvi (Parque Nacional Volcan Masaya).
Nacionalni park ima površinu od 54 km² i uključuje dva vulkana i pet kratera. Godine 1965. zabilježena je posljednja veća eruptivna aktivnost popraćena snažnim eksplozijama i velikim klizištima u okolnim područjima.

## Vanjske poveznice
- Dirección General de Geofísica, INETER  Arhivirana inačica izvorne stranice od 24. studenoga 2005. (Wayback Machine) (šp.)

|  | Zajednički poslužitelj ima još gradiva o temi Masaya (vulkan) |